# Коварце
Коварце (словац. Kovarce) — село, громада округу Топольчани, Нітранський край. Кадастрова площа громади — 25.04 км².
Населення 1592 особи (станом на 31 грудня 2019 року).

## Історія
Коварце згадується 1280 року.

## Населення
| Рік:            | 1994. | 2004.   | 2014.   | 2024.   |
| --------------- | ----- | ------- | ------- | ------- |
| Кількість осіб: | 1623  | 1577    | 1612    | 1515    |
| Різниця:        |       | -2,83 % | +2,21 % | -6,01 % |

| Рік:            | 2023. | 2024.   |
| --------------- | ----- | ------- |
| Кількість осіб: | 1527  | 1515    |
| Різниця:        |       | -0,78 % |